# Konrad Zuse
{{Ficha de persona |
nombre = Matias Luengo|
imagen = Konrad_Zuse_(1992).jpg |
descripción =  |
fecha de nacimiento = 22 de junio de 1910 |
lugar de nacimiento = La Union, Chile |
```
y un pionero de la computación. Su logro más destacado fue terminar la primera 
computadora
 controlada por programas que funcionaban, la 
Z3
 en 1941.
[
1
]
 Fue la primera computadora operacional programable.
[
2
]
[
3
]
[
4
]
 También diseñó un lenguaje de programación de alto nivel, el 
Plankalkül
, supuestamente en 1945, aunque fue una contribución teórica, ya que el lenguaje no se implementó en vida de Zuse ni tuvo ninguna influencia directa en los primeros lenguajes desarrollados. También fundó la primera compañía de ordenadores en 1946 y construyó la 
Z4
, que se convirtió en 1950 en la primera computadora en ser comercializada. Debido a la 
Segunda Guerra Mundial
, el trabajo inicial de Zuse pasó desapercibido fuera de Alemania. Posiblemente la primera influencia documentada de Zuse en una compañía extranjera fue la adquisición de patentes por parte de 
IBM
 en 1946.
[
5
]
```

Hay réplicas de la Z3 y la Z4 en el Deutsches Museum de Múnich y otra réplica de la Z3 en un museo artístico en Karlsruhe, el Zentrum für Kunst und Medientechnologie (ZKM), único museo artístico de media interactivo del mundo.

## Trabajo anterior a la Segunda Guerra Mundial y la Z1
Nació en Berlín el 22 de junio de 1910. el, Alemania, Zuse se graduó como ingeniero civil de la Technische Hochschule Berlin-Charlottenburg (hoy la Technische Universität Berlin o Universidad Técnica de Berlín) en 1935. Durante sus estudios de ingeniería, Zuse debió hacer muchos cálculos rutinarios a mano, lo que encontraba aburrido. Esta experiencia lo llevó a soñar con una máquina que pudiera hacer cálculos.
Comenzó a trabajar en la fábrica de aviones de Henschel en Dessau, pero solo un año después renunció a su puesto para construir una máquina programable. Trabajó en el apartamento de sus padres en 1938 hasta lograr su primer intento, llamado Z1, que era una calculadora mecánica binaria operada con electricidad y de programabilidad limitada. Leía instrucciones desde una cinta perforada. La Z1 nunca funcionó bien por la falta de suficiente precisión mecánica. La Z1 y sus planos originales fueron destruidos durante la Segunda Guerra Mundial.
En 1912, su familia se trasladó a Prusia Oriental a Braunsberg (actualmente Braniewo en Polonia), donde su padre era empleado de correos. Zuse asistió al Collegium Hosianum de Braunsberg, y en 1923, la familia se trasladó a Hoyerswerda, donde aprobó el Abitur en 1928, lo que le permitió acceder a la universidad.[cita requerida]
Se matriculó en la Technische Hochschule Berlín (actual Universidad Técnica de Berlín) y estudió ingeniería y arquitectura, pero las encontró aburridas. Zuse se dedicó entonces a la ingeniería civil y se graduó en 1935.

## Carrera
Tras su graduación, Zuse trabajó para la Ford Motor Company, utilizando sus habilidades artísticas en el diseño de anuncios. Comenzó a trabajar como ingeniero de diseño en la fábrica de aviones Henschel en Schönefeld, cerca de Berlín. Esto requería la realización de muchos cálculos rutinarios a mano, lo que le resultaba molesto, lo que le llevó a soñar con hacerlos a máquina.[cita requerida]
A partir de 1935, experimentó en la construcción de ordenadores en el piso de sus padres en la Wrangelstraße 38, trasladándose con ellos a su nuevo piso en la Methfesselstraße 10, la calle que sube al Kreuzberg, Berlín. Trabajando en el apartamento de sus padres en 1936, produjo su primer intento, el Z1, una calculadora mecánica binaria de coma flotante con una programación limitada, que leía las instrucciones de una película perforada de 35 mm.
En 1937, Zuse presentó dos patentes que anticipaban una arquitectura von Neumann. En 1938, terminó el Z1, que contenía unas 30.000 piezas metálicas y nunca funcionó bien debido a la insuficiente precisión mecánica. El 30 de enero de 1944, el Z1 y sus  planos originales fueron destruidos junto con el piso de sus padres y muchos edificios vecinos por un ataque aéreo inglés a Berlín en la Segunda Guerra Mundial.
Zuse completó su trabajo de forma totalmente independiente de otros informáticos y matemáticos destacados de su época. Entre 1936 y 1945, estuvo en un aislamiento intelectual casi total.

## Posguerra
La Z1 de Zuse fue destruida en 1945 por un ataque aliado, junto con la Z3. La Z4, parcialmente terminada y basada en relés, había sido llevada a un lugar más seguro con anterioridad. Zuse diseñó un lenguaje de programación de alto nivel, el Plankalkül, al parecer entre 1941 y 1945, aunque no lo publicó hasta 1972. Ningún compilador o intérprete estuvo disponible para el Plankalkül hasta que un equipo de la Universidad Libre de Berlín lo implementó en el año 2000, cinco años después de que muriera Zuse.
En 1946 Zuse fundó la primera compañía de computadoras del mundo: la Zuse-Ingenieurbüro Hopferau. Consiguió capital de riesgo a través de la ETH de Zúrich y una opción de IBM sobre las patentes de Zuse. 
Zuse fundó otra compañía, Zuse KG en 1949. La Z4 fue terminada y entregada a una compañía en Suiza en septiembre de 1950. En ese momento, era la única computadora funcionando en el continente europeo, y la primera computadora del mundo que fue vendida, superando a la Ferranti Mark I por cinco meses y a la UNIVAC I por diez meses. Otras computadoras, todas numeradas con una Z inicial, fueron construidas por Zuse y su compañía. Son notables la Z11, que fue vendida a la industria de la óptica y a las universidades, y la Z12 que fue la primera computadora con una memoria basada en cinta magnética.  
En 1967, Zuse KG había construido un total de 251 computadoras. A consecuencia de problemas financieros, fue vendida a la compañía Siemens AG. Ese mismo año Zuse sugirió que el universo en sí mismo es una retícula de computadoras (Física computacional). En 1969 publicó el libro Rechnender Raum.
Entre 1987 y 1989, Zuse recreó la Z1 y sufrió un ataque cardiaco durante el proyecto. El resultado final tenía 30 000 componentes, costó 800 000 DM y requirió cuatro personas (incluyendo a Zuse) para construirla. Los fondos para este proyecto de retrocomputación fueron provistos por Siemens y un consorcio de alrededor de cinco compañías.
Zuse recibió varios premios por su trabajo. Después de retirarse, se enfocó en su afición, la pintura. Zuse murió el 18 de diciembre de 1995 en Hünfeld, Hesse.

## Premios y honores
Zuse recibió varios premios por su trabajo:
- Anillo Werner von Siemens en 1964 (junto con Fritz Leonhardt y Walter Schottky)[12]
- Harry H. Goode Memorial Award en 1965 (junto con George Stibitz)
- Medalla Wilhelm Exner en 1969.[13]
- Bundesverdienstkreuz en 1972 - Gran Cruz del Mérito
- Museo de Historia de la Computación Fellow Award en 1999 "por su invención del primer ordenador digital electromecánico controlado por programa y el primer lenguaje de programación de alto nivel, Plankalkül."[14]

El Instituto Zuse de Berlín lleva su nombre en su honor.
La Medalla Konrad Zuse de la Gesellschaft für Informatik, y la Medalla Konrad Zuse de la Zentralverband des Deutschen Baugewerbes (Asociación Central de la Construcción Alemana), llevan el nombre de Zuse.
Una réplica del Z3, así como el Z4 original, se encuentran en el Deutsches Museum de Múnich. El Deutsches Technikmuseum de Berlín tiene una exposición dedicada a Zuse, en la que se muestran doce de sus máquinas, incluida una réplica del Z1 y varios cuadros de Zuse.
El centenario de su nacimiento se celebró con exposiciones, conferencias y talleres.

## Vida personal
Konrad Zuse se casó con Gisela Brandes en enero de 1945, empleando un carruaje, él mismo vestido con frac y sombrero de copa y con Gisela con velo de novia, pues Zuse daba importancia a una "ceremonia noble". Su hijo Horst, el primero de cinco hijos, nació en noviembre de 1945.
Aunque Zuse nunca se afilió al Partido Nazi, no se sabe que expresara dudas o reparos a la hora de trabajar para el esfuerzo bélico nazi. Mucho más tarde, sugirió que en los tiempos modernos, los mejores científicos e ingenieros suelen tener que elegir entre hacer su trabajo para intereses empresariales y militares más o menos cuestionables en un trato fáustico, o no dedicarse en absoluto a su línea de trabajo.
Tras jubilarse, Zuse se dedicó a su afición, la pintura,. y firmaba sus cuadros como "Kuno [von und zu] See".
Zuse era ateo.: 12–13 
Zuse falleció el 18 de diciembre de 1995 en Hünfeld, Hesse (cerca de Fulda), a causa de una insuficiencia cardiaca.

### adicional
- a computadora - Mi vida , Springer Verlag, ISBN 3-540-56453-5 , ISBN 0-387-56453-5
- Jürgen Alex, Hermann Flessner, Wilhelm Mons, Horst Zuse: Konrad Zuse: el padre de la computadora . Parzeller, Fulda 2000, ISBN 3-7900-0317-4
- Raul Rojas (Ed.): Las máquinas de calcular de Konrad Zuse . Springer, Berlín 1998, ISBN 3-540-63461-4 .
- Wilhelm Füßl (Ed.): 100 años de Konrad Zuse. Insights into the estate , Munich 2010, ISBN 978-3-940396-14-3 .
- Jürgen Alex: "Maneras y giros equivocados de Konrad Zuse". En: Spectrum of Science (edición alemana de Scientific American ) 1/1997, ISSN 0170-2971 .
- Hadwig Dorsch: La primera computadora. Konrad Zuses Z1 - Berlín 1936. Inicio y desarrollo de una revolución técnica . Con contribuciones de Konrad Zuse y Otto Lührs. Museo de Transporte y Tecnología, Berlín 1989.
- Clemens Kieser: "'Soy demasiado vago para hacer aritmética': la computadora Z22 de Konrad Zuse en el Centro de Arte y Medios de Karlsruhe". En: Preservación de monumentos en Baden-Württemberg , 4/34/2005, Esslingen am Neckar, págs. 180-184, ISSN 0342-0027 .
- Mario G. Losano (ed.), Zuse. La computadora nació en Europa. Un siglo de cálculo automático , Etas Libri, Milán 1975, págs. XVIII - 184.
- Arno Peters: Qué es y cómo se realiza el socialismo informático: Conversaciones con Konrad Zuse . Verlag Neues Leben, Berlín 2000, ISBN 3-355-01510-5 .
- Paul Janositz: Informatik y Konrad Zuse: "El pionero de la construcción de computadoras en Europa, el genio incomprendido de Adlershof". En: Der Tagesspiegel n.º 19127, Berlín, 9 de marzo de 2006, suplemento de la página B3.
- Jürgen Alex: Sobre la influencia de los teoremas elementales de lógica matemática en Alfred Tarski sobre los tres conceptos informáticos de Konrad Zuse . Universidad Tecnológica de Chemnitz 2006.
- Jürgen Alex: Sobre la creación de la computadora, desde Alfred Tarski hasta Konrad Zuse . VDI-Verlag, Düsseldorf 2007, ISBN 978-3-18-150051-4 , ISSN 0082-2361 .
- Herbert Bruderer: Konrad Zuse y Suiza. ¿Quién inventó la computadora? Charles Babbage, Alan Turing y John von Neumann Oldenbourg Verlag, Munich 2012, XXVI, 224 páginas, ISBN 978-3-486-71366-4